# Zádiel
Zádiel (Hongaars: Szádelő) is een Slowaakse gemeente in de regio Košice, en maakt deel uit van het district Košice-okolie.
Zádiel telt 167 inwoners.

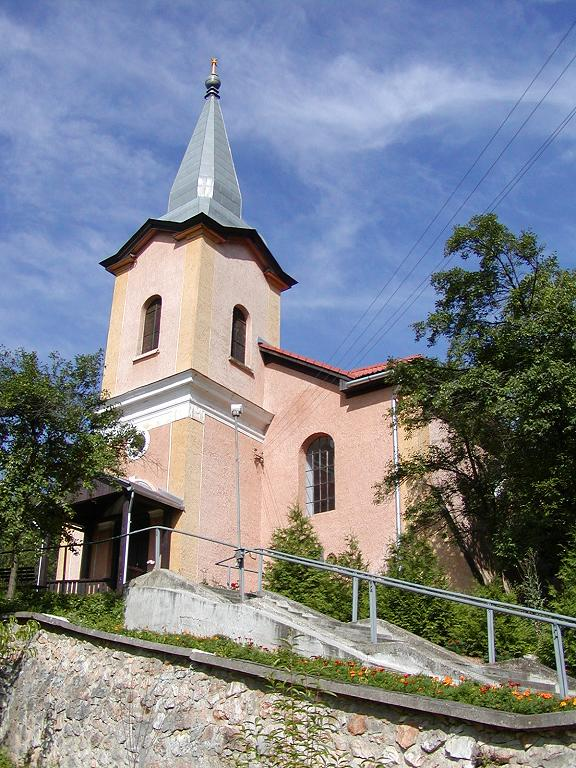
Zádiel

In 2021 was 83% van de inwoners behorend tot de Hongaarse minderheid in Slowakije.